# Punktuelle Musik
Punktuelle Musik ist eine Kompositionsweise, die von zahlreichen Komponisten insbesondere in Europa etwa zwischen 1949 und 1955 angewandt wurde. Sie ist eine spezielle Ausprägung der seriellen Musik. Der Begriff wurde u. a. retrospektiv auf die Musik von Anton Webern angewandt. Er wurde aber ursprünglich von Karlheinz Stockhausen und Herbert Eimert geschaffen, um Werke wie Olivier Messiaens „Mode de valeurs et d’intensités“ (1949) zu beschreiben. Allerdings wird er meistens mit seriellen Werken wie den Structures von Pierre Boulez, Buch 1 (1952), der Sonate für zwei Klaviere und Nummer 2 für dreizehn Instrumente von Karel Goeyvaerts, und Luigi Nonos Polifonica–Monodia–Ritmica verbunden, wie auch mit einigen frühen Kompositionen von Stockhausen (z. B. Kreuzspiel). Herman Sabbe argumentiert aber, dass „Stockhausen nie eigentlich punktuell“ komponiert habe. Der bis dato wenig gespielte Schweizer Komponist Hermann Meier arbeitete zur selben Zeit ebenfalls mit punktuellen Techniken.

## Hintergründe
Ein Konzept zur Punktuellen Musik wurde zuerst von Pierre Boulez 1954 als Text veröffentlicht (Recherches maintenant, 1954), der betreffende Stockhausen-Artikel Zur Situation des Handwerks von 1952 blieb bis 1963 unveröffentlicht. Boulez schrieb später:
„Dennoch, einem Übermaß an Arithmetik zum Trotz hatten wir eine gewisse ‚Punktualität‘ des Klanges erreicht, worunter ich buchstäblich den Schnittpunkt verschiedener funktionaler Möglichkeiten in einem Punkt verstehe. Was hat dieser ‚punktuelle‘ Stil gebracht? Die gerechtfertigte Ablehnung des Thematizismus.“
Die Bezeichnung beschreibt eine Musik, „deren Strukturen sich vorwiegend von Ton zu Ton vollziehen, ohne dass herkömmliche vertikale (Klänge) oder horizontale (melodische) 'Gestalten' wahrnehmbar werden sollten.“ Die Idee von Musik als „Raum“ oder „Gas“ statt als Körper im Raum sollte verwirklicht werden. Die Tonpunkte sollten (in diesem oder jenem Konzept) im Raum sein oder sogar den Raum selbst markieren (den Raum dazwischen) – etwa vergleichbar mit verschieden großen und farbigen Perlen (siehe Hermann Hesses Einfluss auf Karlheinz Stockhausen) unterschiedlicher Materialien, die in einer Drahtskulptur nach ganz bestimmten Gesetzen (die sich auf jene Qualitäten-Kombinationen beziehen) alle im gleichen räumlichen Abstand zueinander angeordnet sind (denn es soll ja keine Gewichtung mehr zwischen Laut und Leise, Hoch und Tief usw. mehr bestehen).
Und auch der einzelne Ton als ‚Punkt‘ (also der ideelle Punkt, der sein Pendant im ideellen, unendlich kleinen ‚Nu‘ oder ‚Augenblick‘ hat) sollte darstellbar werden. Dabei wurde vor allem auch die Dauer eines Tons nur noch eine Qualität wie andere auch determiniert (Lautstärke, Farbe, Höhe usw.). Die Tondauer sollte nicht mehr in einem metrisch-proportionalen Verhältnissystem (Hebungs-Senkungs-System) aufgefasst werden, sondern ‚entzeitlicht‘ und ‚enträumlicht‘. Der „Punkt“ trat an die Stelle des ‚Motivs‘ oder der ‚Gestalt‘ und war nun selbst das eigentliche Objekt. Seine ‚Gestalt‘ war nicht mehr in sukzessiven Tonbeziehungen gegeben, sondern setzte sich aus der Beziehung gleichzeitiger und unverwechselbarer Parameterqualitäten in einem einzelnen Ton, in einem einzigen Moment zusammen. Es ist vergleichbar mit dem Gehen durch eine Galerie: Man tritt vor dieses Bild, dann vor jenes … Karlheinz Stockhausen fordert hierzu eine ‚aufmerksame Passivität‘ – Nur so könne sich die (tatsächlich sehr strenge serielle) Ordnung des Ganzen Satzes von ‚Punkte‘ (1952/53) erschließen. Und dies (wohl) auch ohnehin nur sublim, also ohne ‚rationales Aha-Erlebnis‘.
Allerdings ist vor allem die Forderung nach der Eliminierung vertikaler (simultaner) Tonbeziehungen hier strittig, da der Einzelton recht unsystematisch mit unterschiedlichen spektralen „Farben“ versehen ist, die ja aus akustischer Sicht „Akkorde“ also Simultanbeziehungen von (Sinus-)Tönen sind. Im Englischen und Französischen kam es zu Verständnisproblemen, da der Begriff auch als pointillisme bzw. musique pointilliste übersetzt wurde, der Malstil des Pointillismus aber nichts mit der Punktuellen Musik zu tun hat.

## Methoden, Techniken
Es wurde so vorgegangen, dass man jeder einzelnen Note einer Komposition diskrete Werte aus Skalen der vier Parameter Tonhöhe, Dauer, Lautstärke und Anschlagsdynamik zuordnete. Punktuelle Dynamik bedeutet zum Beispiel,

„dass alle dynamischen Werte fest sind; ein Punkt wird direkt mit einem anderen auf der gewählten Skala verbunden, ohne vermittelnden Übergang. Liniendynamik dagegen involviert die Übergänge von einer Amplitude zu einer anderen; crescendo, decrescendo und deren Kombinationen. Diese zweite Kategorie kann als dynamisches Glissando definiert werden, vergleichbar zu Glissandi der Tonhöhe und von Tempi (Accellerando, Ritardando).“

„Der fast analytische Fokus auf Einzelereignisse und der Übergang zwischen ihnen bringt einen Stillstand in diese Musik, die weit entfernt von der gestischen Qualität anderer Stücke ist.“ Nach Hans Heinrich Eggebrecht ist mit dem Begriff „zunächst primär der Höreindruck der Isolierung der Töne zu Punkten“ verbunden; technisch benennt er „den Ton der Musik als Ton – ‚Punkt‘, nämlich als Schnittpunkt von Elementreihen der seriell organisierten Musik.“